# Ivan Danilovič Černjahovski
Ivan Danilovič Černjahovski (rusko Ива́н Дани́лович Черняхо́вский), sovjetski general armade, * 29. junij (16. junij, ruski koledar) 1906, Uman, danes Čerkaška oblast, Ukrajina, † 18. februar 1945, Mehlsack, danes Pieniężno, Poljska.

## Življenje
Černjakovski je bil med drugo svetovno vojno poveljnik 60. armade, ki se je borila pri Voronežu in Kursku. Nato je prevzel poveljstvo 3. beloruske fronte, ki je osvobodila Belorusijo, baltske države in zajela Vzhodno Prusijo. Padel je med bitko pri Mehlsacku februarja 1945. Bil je verjetno judovskega rodu. Černjakovski je bil najmlajši frontni poveljnik v Rdeči armadi. Dvakrat so ga proglasili za heroja Sovjetske zveze (17. oktobra 1943 in 29. julija 1944).
Pokopan je na moskovskem pokopališču Novodeviči.